# Jacob Derk Kobus

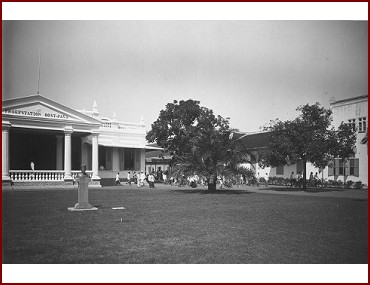
Versuchsstation für Zuckerindustrie Oost-Java in Pasoeroean (um 1910)

Jacob Derk Kobus, auch Jan Derk Kobus (* 11. März 1858 in Deventer; † 11. März 1910 in Semarang) war ein niederländischer Agrikulturchemiker und Botaniker. Sein botanisches Autorenkürzel lautet „Kobus“.

## Leben
Jacob Derk Kobus besuchte die Hogereburgerschool in Deventer, studierte an der Georg-August-Universität Göttingen, der Vereinigten Friedrichs-Universität in Halle und der Königlich-Sächsischen Forstakademie Tharandt Chemie und war anschließend Assistent an der Ackerbau-Versuchsstation in Wageningen. Hier bearbeitete er unter anderem auf dem Gebiet der systematischen Botanik  die Pflanzengattungen Carex und Cyperus für das Handbuch der Niederländischen Botanischen Vereinigung. Bei der Errichtung der Versuchsstation für Zuckerindustrie Oost-Java in Pasoeroean auf Java wurde er 1886 zum Unterdirektor ernannt, trat im November 1887 vor Ort seinen Dienst an und widmete sich ab dieser Zeit der Bekämpfung von Krankheiten der Zuckerrohrpflanzen. Im Jahr 1890 wurde er von der niederländischen Regierung zur Suche nach robusten weniger krankheitsanfälligen Zuckerrohrpflanzen nach Britisch-Indien entsandt. Als Ergebnis brachte er mehrere Rohrsorten neu nach Java, die sich später als bedeutend für die heimische Zuckerindustrie erwiesen. In der Zeit ab 1893 arbeitete er als Chefredakteur für das Archiv für die Zuckerindustrie Javas, bis er 1897 zum Direktor der Versuchsstation für Zuckerindustrie Oost-Java ernannt wurde. Dabei gelang es ihm in der Folge durch verbesserte Anbaumethoden die Zuckerproduktion signifikant zu erhöhen.
Im Jahr 1899 ernannte ihn die niederländische Königin Wilhelmina zum Ritter in de Orde van Oranje-Nassau.
Er wurde am 6. Juni 1907 unter der Präsidentschaft des Mathematikers Albert Wangerin unter der Matrikel-Nr. 3242 als Mitglied der Sektion Chemie in die Kaiserliche Leopoldino-Carolinische Deutsche Akademie der Naturforscher aufgenommen.
Jacob Derk Kobus starb an seinem Geburtstag am 11. März 1910 an Bord des Doppelschrauben-Dampfers Goentoer der Rotterdamsche Lloyd auf der Rückreise nach seiner Heimat.

## Schriften (Auswahl)
- Over de behandeling van rietstekken met metaalzouten. Proefstation Oost-Java, 1889 (books.google.de)